# 朝里ダム
朝里ダム（あさりダム）は、北海道小樽市朝里川温泉、二級河川・朝里川水系朝里川に建設されたダムである。
北海道建設部が管理する73.9mの重力式コンクリートダムである。ダムによって出現した人造湖はオタルナイ湖と呼ばれる。

## 概要
1979年に着工。1993年竣工。
ダム工事のため予定地を通る北海道道1号小樽定山渓線は1986年にルートを変更され、ダムの下流すぐにはループ橋（朝里大橋、通称朝里スカイループ）が作られた。
小樽市の水がめとして市民の生活を支えている。

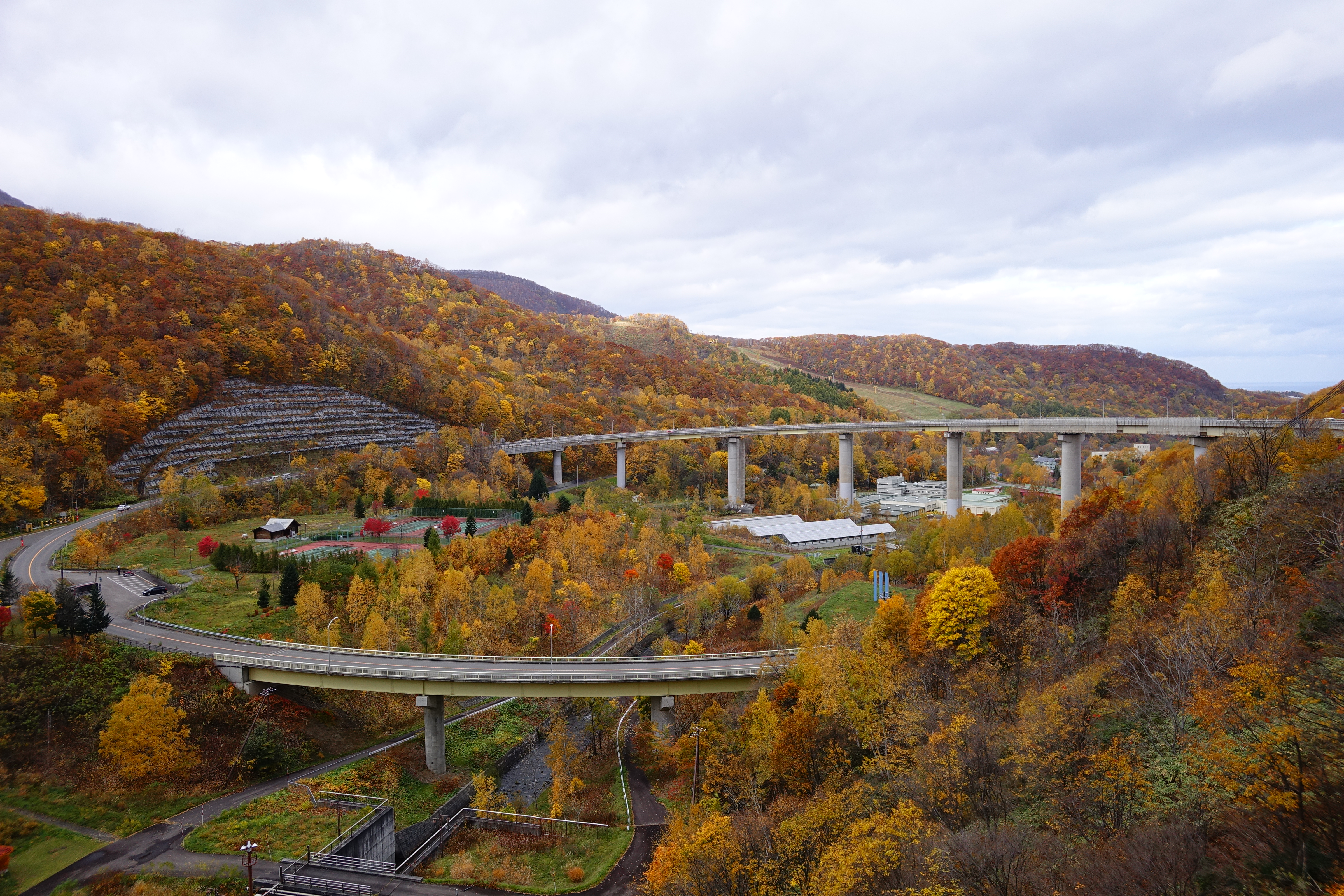
朝里大橋（朝里スカイループ）

## 観光
ダム湖であるオタルナイ湖は市民の公募によって命名された。1994年には湖畔園地がオープンし、公園内には朝里ダム記念館も建っており資料館開館時間中はダムの上を歩く事も可能である。また、テニスコートなどのレクリエーション施設も整備されている。下流には朝里川温泉や朝里川温泉スキー場がある。

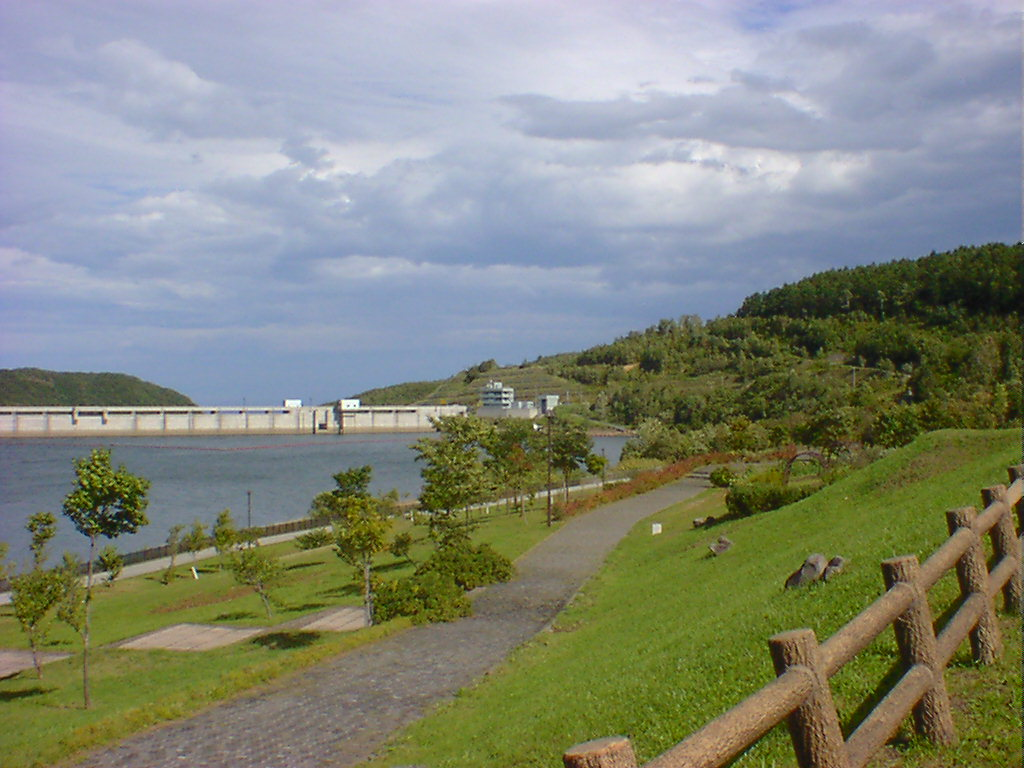
オタルナイ湖
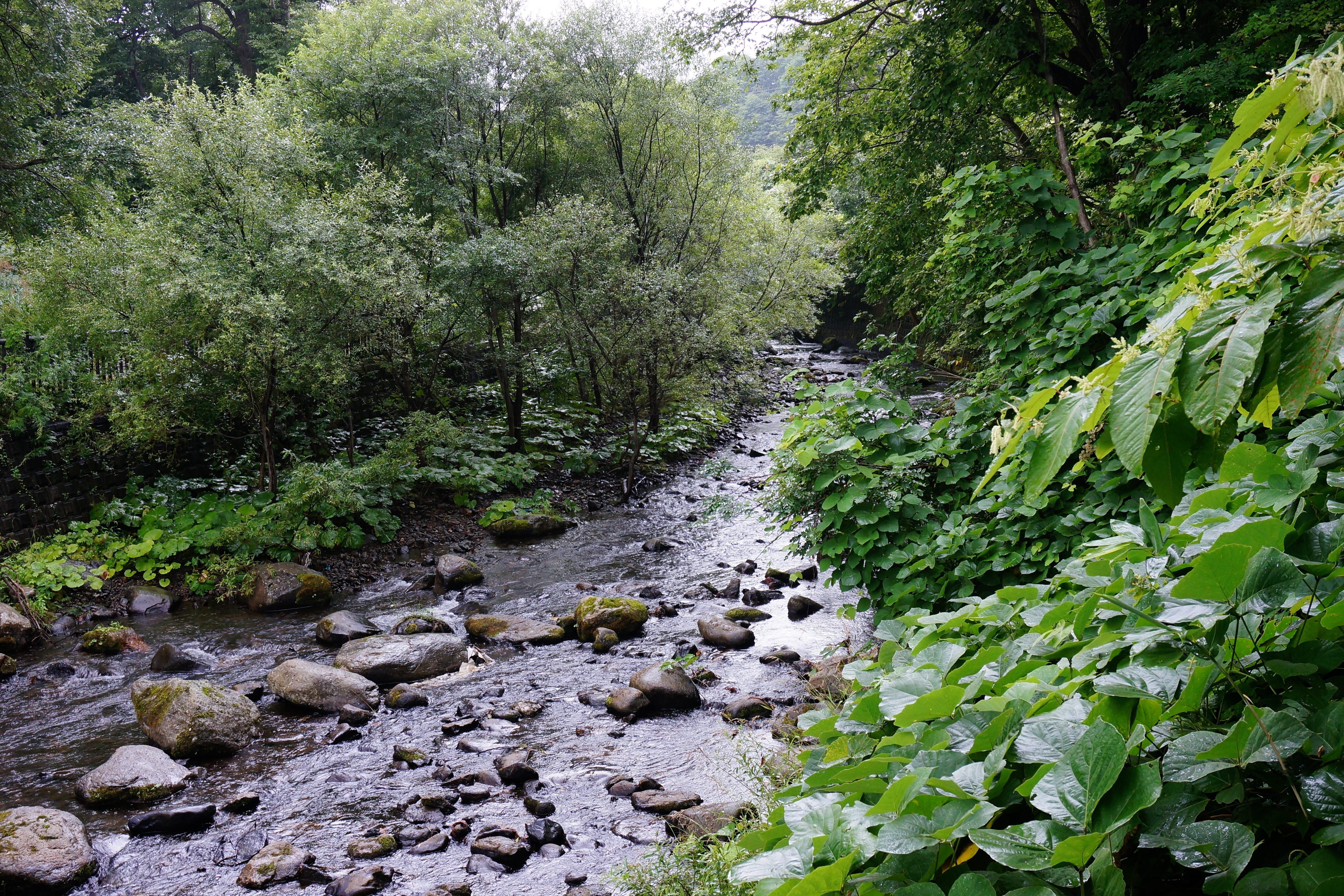
朝里川
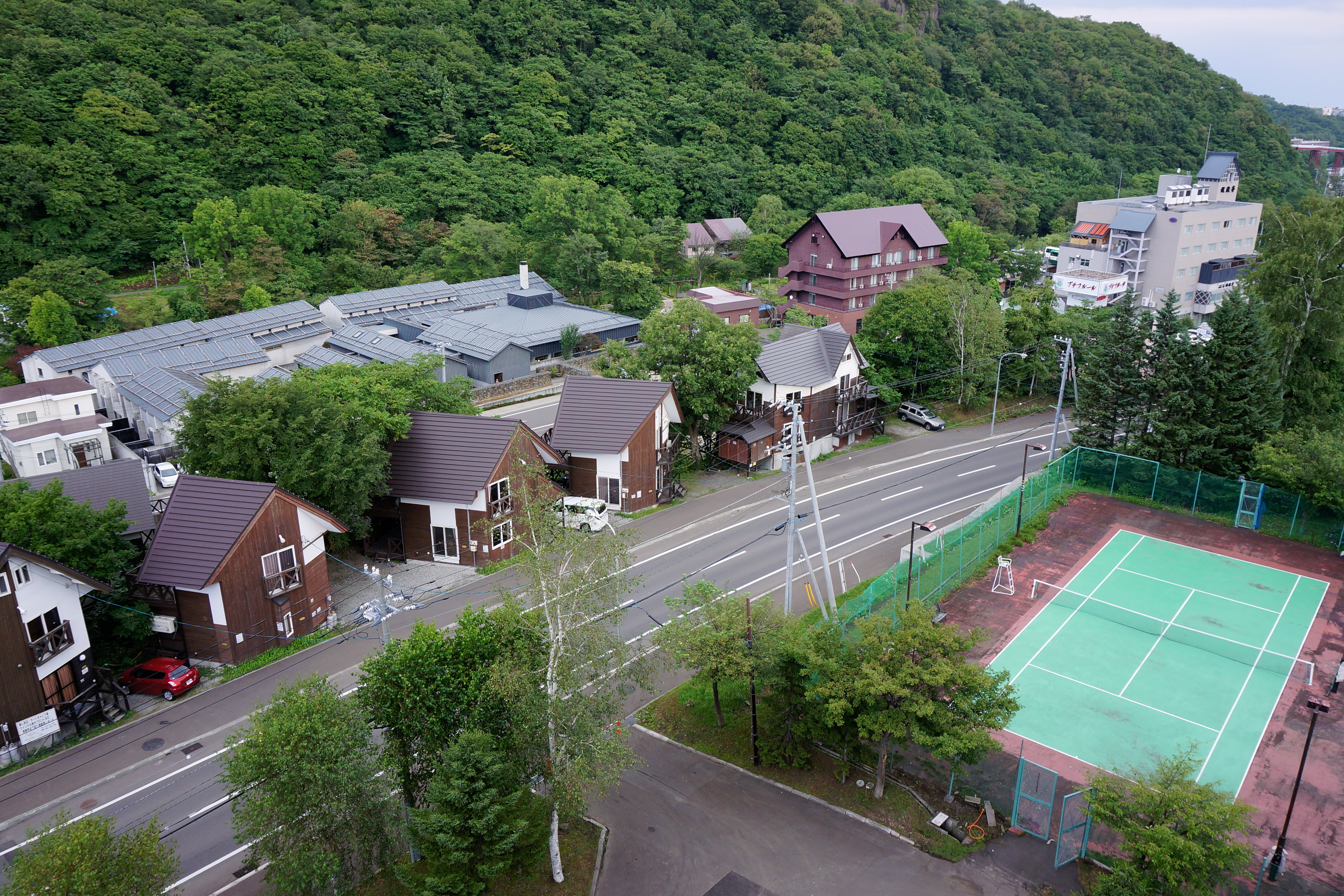
朝里川温泉